# Ned Beauman
Ned Beauman (Londra, 1985) è uno scrittore e giornalista britannico.

## Biografia
Nato a Londra nel 1985 da una famiglia di scrittori proprietari della casa editrice Persephone Books, dopo gli studi all'Università di Cambridge ha pubblicato articoli su importanti riviste quali il Guardian e il Financial Times.
Ha esordito nella narrativa nel 2010 con Pugni svastiche scarabei al quale hanno fatto seguito (al 2018) altri tre romanzi.
Tra i riconoscimenti ottenuti si ricordano l'Encore Award nel 2012, il Somerset Maugham Award l'anno successivo per La macchina fatale e il Premio Arthur C. Clarke nel 2023 per Venomous Lumpsucker.

## Opere

### Romanzi
- Pugni svastiche scarabei (Boxer, Beetle, 2010), Milano, Sironi, 2011 traduzione di Giuseppe Vottari ISBN 978-88-518-0168-7.
- La macchina fatale (The Teleportation Accident, 2012), Vicenza, Neri Pozza, 2013 traduzione di Vincenzo Mingiardi ISBN 978-88-545-0703-6.
- Glow (2014)
- Madness Is Better Than Defeat (2017)
- Venomous Lumpsucker (2022)